# Segítség! Itthon vagyok!
A Segítség! Itthon vagyok! 2020-as magyar televíziós vígjátéksorozat, melyet A mi kis falunk alkotói készítettek.
A bemutatója 2020. április 19-én volt az RTL Klub televíziós csatornán. Ez a sorozat a koronavírus-járvány miatt kialakult helyzetet mutatja be.

## Cselekmény
Olyan emberek hétköznapjait mutatja be, akiknek az életét a járványhelyzet megváltoztatta. A szereplők telefonon, illetve videó chaten keresztül tartják egymással a kapcsolatot, így élik meg vitáikat, ünnepeiket és szerelmeiket. A produkcióban párhuzamosan futó szálakon ismerjük meg a karaktereket és problémáikat, mert az élet a karanténban is zajlik.

## Szereplők

### Főszereplők
| Név     | Színész            | Leírás |
| ------- | ------------------ | --- |
| Ibolya  | Zsurzs Kati        | Nyugdíjas, akit a járvány ideje alatt leginkább az zavar, hogy Rezső, a férje leköltözött a hétvégi házukba, önkéntes karanténba. Szerinte Rezső csak megjátssza magát, hogy a vírustól fél, valójában csak az alkalmat kereste, hogy elszökjön otthonról. |
| Rezső   | Csuja Imre         | Nyugdíjas, aki inkább lehetőséget lát a járványban: arra hivatkozva, hogy köhög, leköltözik a hétvégi házába „önkéntes karanténba”, hogy egy kicsit végre egyedül legyen, a házsártos feleségétől távol. A cselekményben folyton a nyugdíjára hajt, amit Ibolya viszont elkölt. |
| Győző   | Lengyel Tamás      | Nagymenő, gazdag szingli apuka. A járványban leginkább az zavarja, hogy ebben a helyzetben hogyan fog csajozni. Igazi playboy, aki minden nőre rámozdul. |
| Vanda   | Martinovics Dorina | Ibolya és Rezső lánya, Petya felesége. Tanítónő, harmadikos osztálya van, a gyerekeket nagyon szereti, viszont a szülőkkel folyamatosan meggyűlik a baja az online oktatással kapcsolatos értetlenkedéseik miatt. A férje is kezd az agyára menni, aki a home office miatt otthon ragadt. A cselekményben valamikor például még ordítozott is a szülőkkel. |
| Petya   | Szatory Dávid      | Vanda férje, Robi és Gréta bátyja, Nóra fia. Egy pénzügyi tanácsadó cégnél dolgozik. Örül a kijárási korlátozásoknak, mert a home officeban a nyugalom és a kényelmes munkavégzés lehetőségét látja. A főnöke Andor, akit "hülye főnöknek" hív, de nem meri elmondani neki. |
| Andor   | Mihályfi Balázs    | Petya kontroll- és munkamániás főnöke, akit idegesít, hogy a home office-ban kevésbé tudja felügyelni alkalmazottait, ráadásul eléggé magányos, ezért folyamatosan zaklatja munkatársait, főleg Petyát, mindenféle ötleteivel, hogy hogyan lehetne a lehető legjobban átültetni az online világba a munkahelyi társas létet, például online fekvőtámaszozással próbálta meg rábírni Petyát, hogy online tornázzanak, viszont ez Petyának kevésbé volt kedvére. |
| Robi    | Fehér Tibor        | Petya és Gréta testvére, Ági vőlegénye. Robi Milánóban töltötte a legénybúcsáját, ahol a határzár miatt ott ragadt, de úgy tűnik, ez a véletlen annyira nincs ellenére, és nem akar mindenáron megházasodni úgy, mint Ági. Már többször is megpróbált elindulni, de mégis mindig otthonragadt, de ez furcsa alapon még mindig nem nagyon zavarja. |
| Ági     | Kovács Panka       | Robi menyasszonya, Sándor és Adrienn temperamentumos lánya, aki a járvány ellenére is meg akar házasodni. Kételkedik abban, hogy Robi ugyanúgy szenved, mint ő. |
| Sándor  | Kerekes József     | Ági elvált apja, Adrienn exférje. Paranoiás összeesküvés-hívő, aki meg van győződve róla, hogy a járvány valami laboratóriumból indult ki, és minden a háttérhatalom műve, illetve teljes meggyőződése, hogy a fogorvosok lehallgató-készüléket raknak a fogadba. |
| Adrienn | Nagy-Kálózy Eszter | Ági anyja, Sándor ex-felesége. Pszichológus, akinek nagyjából az egész rokonsága az agyára megy: Sándorról, Teóról, és Nóráról is rossz véleménnyel van. |
| Teó     | Debreczeny Csaba   | Adrienn testvére, Ági ügyeskedő, mindent okosba megszerezni tudó nagybácsija. Mindig van valami merész bizniszötlete, így a járványban is a meggazdagodás lehetőségét keresi, újabb és újabb ötletei vannak, csakhogy sosincs pénze rá, ezért mindenkit le akar húzni. Az online esküvőt is úgy kitalálta, mégsem fizetett semmit. |
| Nóra    | Tóth Ildikó        | Gréta, Petya és Robi anyja. Határozott, karakán nő, elvált, a férjével egyáltalán nem tartja a kapcsolatot. Egy nagy multicég egyik középvezetője. Robi választottjának a családja idegesíti. Titokban vágyik egy kapcsolatra, a neten ismerkedik, de ezt nem köti senkinek az orrára. Végül megakad Andornál, akiről végül kiderül, hogy ismeri. A cselekmény alatt például a focin vesznek össze.                                                            |
| Gréta   | Erdélyi Tímea      | Robi és Petya húga, Gábor hirtelenharagú barátnője. Mivel Gáborról kiderül, hogy egy másik nőt vitt el étterembe még a járvány előtt, Gréta szakít vele, és mindenáron meg akarja leckéztetni a félrelépése miatt. Végül megpróbálják újrakezdeni a kapcsolatukat, kevesebb-több sikerrel. |
| Gábor   | Nagy Sándor        | Gréta pasija. Hatósági karanténban van, mert egy beteg kontaktkutatása során őt is megtalálták, mint lehetséges fertőzöttet – így derült ki, hogy másik nővel „érintkezett”. Győző haverja. |
| Bea     | Bata Éva           | A gyereke Vanda osztályába jár, esküvői szalonja van. A férje elhagyta, de ezt titkolni próbálja és igyekszik ellenállni Győző nyomulásának, ami nehéz dolog. |
| László  | Haumann Máté       | A gyereke Vanda osztályába jár, bölcsész. Amennyire jártas a humán tárgyakban, annyira nem a kétkezi dolgokban. Viszont nagyon segítőkész – ha igénylik, ha nem... |
| Edit    | Pokorny Lia        | A gyereke Vanda osztályába jár, emellett Vanda unokatestvére is – megkeseredett, elvált anyuka, akinek "enyhe" alkoholproblémái vannak, a pszichológusa Adrienn. |
| Árpi    | Hevér Gábor        | A gyereke Vanda osztályába jár, László ellentéte: bármit megszerel, igazi ezermester, cserébe nem igazán ért a számítógépekhez vagy a humán dolgokhoz, kicsit együgyű, de műszaki dolgokban kreatív. Viszont a háta közepére sem kívánja ezt az online létet. Szolgáltatja az ÁrpádTévét, amit lányával, Rozikával működtet. Egyáltalán nem tud angolul, ha valami idegen-nyelvű szóba ütközik, azonnal szól Rozikának.                                        |
| Zsófi   | Kakasy Dóra        | A gyereke Vanda osztályába jár. Katonás, szigorú anyuka, aki szerint ilyenkor a legfontosabb az összetartás és a közös munka. Mindenfélére aktivizálná a szülőket. Számára egyébként az önkéntes házi karanténnal nincs semmi baj, végre mindenki otthon van, szem előtt. |

### Mellékszereplők
| Név          | Színész               | Leírás |
| ------------ | --------------------- | --- |
| Tibor        | Rudolf Péter          | Adrienn szeretője, amit eddig Adrienn próbált titkolni Sándor előtt, Sándor viszont összeesküvési-elméletei alapján, azt hitte, betörtek hozzá, amikor meglátta, hogy ott van valaki. |
| Pap          | Schmied Zoltán        | Ő adja össze Ágit és Robit. |
| Karcsi       | Trefil András         | Árpi ismerőse. |
| Karcsi társa | Kukla Balázs          | |
| Rozika       | Hevér Vilma           | Árpi lánya. |
| Márk         | Kolovratnik Borisz    | Vanda és Petya fia. |
| Balázs       | Kapitány Mihály Dávid | |
| Öcsi         | Kapitány Zsigmond     | |
| Zoli         | Szomor Bendegúz       | |

## Epizódok
Az RTL bejelentette az első évad premierje 2020. április 19-én volt 19 óra 15 perckor.
| Sor. | Év. | Cím     | Rendező       | Író | Premier           | Nézettség |
| ---- | --- | ------- | ------------- | --- | ----------------- | --------- |
| 1.   | 1.  | 1. rész | Kapitány Iván | Búss Gábor Olivér, Kapitány Iván, Buzás Mihály, Soós András & Bánszki Kristóf                          | 2020. április 19. | 531 000   |
| 2.   | 2.  | 2. rész | Kapitány Iván | Búss Gábor Olivér, Kapitány Iván, Buzás Mihály, Soós András, Bánszki Kristóf & Kapitány-Diószegi Judit | 2020. április 26. | 321 000   |
| 3.   | 3.  | 3. rész | Kapitány Iván | Búss Gábor Olivér, Kapitány Iván, Buzás Mihály, Soós András, Bánszki Kristóf & Kapitány-Diószegi Judit | 2020. május 3.    | 326 000   |
| 4.   | 4.  | 4. rész | Kapitány Iván | Búss Gábor Olivér, Kapitány Iván, Buzás Mihály, Soós András, Bánszki Kristóf & Kapitány-Diószegi Judit | 2020. május 10.   | 268 000   |
| 5.   | 5.  | 5. rész | Kapitány Iván | Búss Gábor Olivér, Kapitány Iván, Buzás Mihály, Soós András, Bánszki Kristóf & Kapitány-Diószegi Judit | 2020. május 17.   | 273 000   |
| 6.   | 6.  | 6. rész | Kapitány Iván | Búss Gábor Olivér, Kapitány Iván, Buzás Mihály, Soós András, Bánszki Kristóf & Kapitány-Diószegi Judit | 2020. május 24.   | 230 000   |
| 7.   | 7.  | 7. rész | Kapitány Iván | Búss Gábor Olivér, Kapitány Iván, Buzás Mihály, Soós András, Bánszki Kristóf & Kapitány-Diószegi Judit | 2020. május 31.   | 245 000   |